# زركشة
الزَركَشة هي تطبيق الزخارف على الملابس، كالخرج أو الكشكش أو الشريط أو الأربة الفراشية ...إلخ.